# Reithrodontomys fulvescens
Espèce
Statut de conservation UICN

 LC  : Préoccupation mineure
Reithrodontomys fulvescens est une espèce de rongeurs de la famille des Cricétidés. Cet animal vit en Amérique du Nord et en Amérique centrale, des États-Unis jusqu'au Nicaragua.